# Tigris
Tigris (Tiếng Việt:Ti-gơ-rơ hoặc Tigrơ, được phiên âm từ tên tiếng Pháp: Tigre) là con sông phía đông thuộc hai con sông lớn phân định nền văn minh Lưỡng Hà, cùng với sông Euphrates. Tigris chảy từ các khu vực núi của Thổ Nhĩ Kỳ qua Iraq. Tiếng Việt trước thế kỷ 20 còn phiên âm Tigris là Tích Giang.

## Đặc điểm

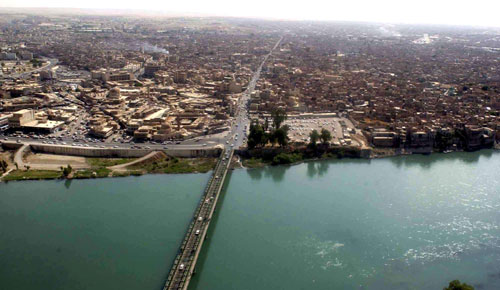
Sông Tigris ở Mosul, Iraq

Sông Tigris dài khoảng 1.900 km, bắt nguồn từ Dãy núi Taurus phía đông Thổ Nhĩ Kỳ và chảy theo hướng đông nam đên khi nhập vào Euphrates gần Al Qurna ở phía nam Iraq. Hai sông cùng nhau tạo ra đường thủy Shatt al-Arab chảy vào Vịnh Ba Tư. Sông Tigris có nhiều nhánh, bao gồm Diyala và thượng và hạ lưu của các sông Zab.
Thủ đô Baghdad của Iraq nằm hai bờ của Tigris. Thành phố cảng Basra nằm ở tuyến đường thủy Shatt al-Arab. Trong thời kỳ cổ đại, nhiều thành phố của nền văn minh Lưỡng Hà nằm hai bên hoặc gần sông Tigris, những cư dân thời đó là lấy nước sông này để tưới nước cho những khu vực nông nghiệp của người Sumeria. Các thành phổ đáng chú ý bên sông Tigris có Nineveh, Ctesiphon, và Seleucia, còn thành phố Lagash lấy nước từ Tigris qua một con kênh từ khoảng năm 2400 trước Công nguyên. Thành phố của Saddam Hussein, Tikrit, cũng nằm bên sông này và lấy tên từ tên của con sông.
Sông Tigris từ lâu đã là một con đường vận tải quan trọng ở quốc gia phần lớn là sa mạc này. Những con tàu nhỏ. Việc buôn bán qua con sông này đã giảm sút tầm quan trọng của nó trong thế kỷ 20 khi tuyến đường sắt và đường bộ đã thay thế đường thủy.